# Naruto (sezonul 4)
Naruto Sezonul 4 (2005-2006)
Episoadele din sezonul patru al seriei anime Naruto se bazează pe partea întâi a seriei manga Naruto de Masashi Kishimoto. Sezonul patru din Naruto, serie de anime, este regizat de Hayato Date și produs de Studioul Pierrot și TV Tokyo și a început să fie difuzat pe data de 27 aprilie 2005 la TV Tokyo și s-a încheiat la data de 17 mai 2006.
Episoadele din sezonul patru al seriei anime Naruto fac referire la Naruto Uzumaki și ninja din Satul Frunzei ce au misiunea de-al prelua pe tovarășul pierdut Sasuke Uchiha. După eșecul misiunii, încep o serie de misiuni în Satul Frunzei.

## Lista episoadelor
| Nr. în serie | Nr. în sezon | Titlu                                                         | Apariție           |
| ------------ | ------------ | ------------------------------------------------------------- | ------------------ |
| 132          | 1            | „Pentru un prieten”                                           | 27 aprilie 2005    |
| 133          | 2            | „O scuză de la un prieten”                                    | 4 mai 2005         |
| 134          | 3            | „Sfârșitul lacrimilor”                                        | 11 mai 2005        |
| 135          | 4            | „Promisiunea care n-a putut fi îndeplinită”                   | 18 mai 2005        |
| 136          | 5            | „Refugiu adânc!? O super misiune de rang S!”                  | 25 mai 2005        |
| 137          | 6            | „Un oraș de proscriși, umbra Clanului Fuma”                   | 1 iunie 2005       |
| 138          | 7            | „Trădare totală, o rugăminte a trecătorului!”                 | 8 iunie 2005       |
| 139          | 8            | „Teroare totală! Casa lui Orochimaru”                         | 15 iunie 2005      |
| 140          | 9            | „Două bătăi de inimă: Trapa lui Kabuto”                       | 22 iunie 2005      |
| 141          | 10           | „Hotărârea lui Sakura”                                        | 29 iunie 2005      |
| 142          | 11           | „Cei trei dușmani din închisoarea de maximă securitate”       | 6 iulie 2005       |
| 143          | 12           | „Tonton! Eu contez pe tine!”                                  | 13 iulie 2005      |
| 144          | 13           | „O nouă echipă! Doi oameni și un câine!?”                     | 20 iulie 2005      |
| 145          | 14           | „O nouă formație: Ino-Shika-Cho!”                             | 27 iulie 2005      |
| 146          | 15           | „Umbra lui Orochimaru”                                        | 10 august 2005     |
| 147          | 16           | „O ciocnire de destine: Tu nu mă poți aduce înapoi”           | 17 august 2005     |
| 148          | 17           | „În căutarea gândacului rar Bikochu”                          | 17 august 2005     |
| 149          | 18           | „Care este diferența? Nu sunt toate insectele la fel?”        | 24 august 2005     |
| 150          | 19           | „Bătălia cărăbușilor: Înșelătorii și înșelații”               | 31 august 2005     |
| 151          | 20           | „Scoate afară byakuganul: Aceasta e calea mea ninja”          | 14 septembrie 2005 |
| 152          | 21           | „Marșul funerar pentru viață”                                 | 21 septembrie 2005 |
| 153          | 22           | „O lecție învățată: Pumnul de fier al dragostei”              | 28 septembrie 2005 |
| 154          | 23           | „Inamicul byakuganului”                                       | 5 octombrie 2005   |
| 155          | 24           | „Norii negri înfiorând”                                       | 12 octombrie 2005  |
| 156          | 25           | „Contraatacul lui Raiga”                                      | 19 octombrie 2005  |
| 157          | 26           | „Aleargă! Praful vieții”                                      | 26 octombrie 2005  |
| 158          | 27           | „Studiază-mi instrucțiunile! Marele supraviețuitor deziderat” | 2 noiembrie 2005   |
| 159          | 28           | „Vânătorul de recompense din deșert”                          | 9 noiembrie 2005   |
| 160          | 29           | „Vânează sau fii vânat!? Uită-te în jos la templul O.K.!”     | 16 noiembrie 2005  |
| 161          | 30           | „Apariția vizitatorului neobișnuit”                           | 23 noiembrie 2005  |
| 162          | 31           | „Războinicul blestemat”                                       | 30 noiembrie 2005  |
| 163          | 32           | „Intenția tacticianului”                                      | 7 decembrie 2005   |
| 164          | 33           | „Prea târziu pentru ajutor”                                   | 14 decembrie 2005  |
| 165          | 34           | „Moartea lui Naruto”                                          | 21 decembrie 2005  |
| 166          | 35           | „Când timpul te oprește mut”                                  | 4 ianuarie 2006    |
| 167          | 36           | „Când degretele își flutură aripile”                          | 4 ianuarie 2006    |
| 168          | 37           | „Amestecă-l, dilată-l, fierbe-l! Încinge, cupa, încinge!”     | 18 ianuarie 2006   |
| 169          | 38           | „Suvenir: Pagina pierdută”                                    | 25 ianuarie 2006   |
| 170          | 39           | „Ușa închisă”                                                 | 1 februarie 2006   |
| 171          | 40           | „Infiltrare: Postura!”                                        | 8 februarie 2006   |
| 172          | 41           | „Deznădejde: O inimă frântă”                                  | 15 februarie 2006  |
| 173          | 42           | „Bătălie la mare: Puterea dezlănțuită!”                       | 22 februarie 2006  |
| 174          | 43           | „Imposibil! Celebra artă ninja: Jutsu stilul monedă!”         | 1 martie 2006      |
| 175          | 44           | „Vânătoarea de comori înainte!”                               | 8 martie 2006      |
| 176          | 45           | „Aleargă, ferește, mergi în zigzag! Vânează sau fii vânat!”   | 15 martie 2006     |
| 177          | 46           | „Vă rog, domnule poștaș!”                                     | 22 martie 2006     |
| 178          | 47           | „Lupta! Băiatul cu numele unei stele”                         | 29 martie 2006     |
| 179          | 48           | „Neuitatul cântec de leagăn”                                  | 5 aprilie 2006     |
| 180          | 49           | „Jutsu secret: Valoarea artei ninja: Kujaku”                  | 12 aprilie 2006    |
| 181          | 50           | „Hoshikage: Adevărul ascuns”                                  | 19 aprilie 2006    |
| 182          | 51           | „Reuniune, rămășița timpului”                                 | 26 aprilie 2006    |
| 183          | 52           | „Radiația stelei”                                             | 3 mai 2006         |
| 184          | 53           | „Lunga zi a lui Kiba!”                                        | 10 mai 2006        |
| 185          | 54           | „O legendă din frunza ascunsă: Onbaa!”                        | 17 mai 2006        |